# دونگ ها (بازیگر)
دونگ ها (انگلیسی: Dong Ha؛ زادهٔ ۱۴ ژانویهٔ ۱۹۹۲) بازیگر اهل کره جنوبی است. وی از سال ۲۰۰۹ میلادی تاکنون مشغول فعالیت بوده‌است. از فیلم‌ها یا برنامه‌های تلویزیونی که وی در آن نقش داشته‌است، می‌توان به مدیر خوب (۲۰۱۷) و شریک مشکوک (۲۰۱۷) اشاره کرد.